# Ghosts of Girlfriends Past
Ghosts of Girlfriends Past (titulada Los fantasmas de mis exnovias en España y Los fantasmas de mis ex en Hispanoamérica) es una película estadounidense de 2009, del género de comedia romántica. Se trata de una adaptación moderna de la famosa novela A Christmas Carol, de Charles Dickens. Está dirigida por Mark Waters y protagonizada por Matthew McConaughey y Jennifer Garner en los papeles principales. También forman parte del reparto Michael Douglas, Breckin Meyer, Lacey Chabert y Emma Stone. El rodaje tuvo lugar de febrero a mayo de 2008 en Massachusetts, y fue estrenada en Estados Unidos el 1 de mayo de 2009.

## Sinopsis
Connor Mead (Matthew McConaughey), un soltero y mujeriego sin remedio, asiste a los preparativos de la boda de su hermano Paul (Breckin Meyer). Allí se le aparece el fantasma de su difunto tío Wayne (Michael Douglas), quien le advierte que su actitud en sus relaciones con el sexo opuesto deberá ser revaluada. Para ello, le visitarán tres fantasmas que le llevarán a través de su pasado, presente y futuro románticos y le harán recordar qué fue lo que le hizo convertirse en el canalla que es, y al mismo tiempo se dará cuenta de que el verdadero amor de su vida es Jenny (Jennifer Garner), su amiga de la infancia.

## Reparto
- Matthew McConaughey es Connor Mead.
  - Devin Brochu es Connor Mead (niño).
  - Logan Miller es Connor Mead (joven).
- Jennifer Garner es Jennifer «Jenny» Perotti.
  - Kasey Russell es Jenny Perotti (niña).
  - Christa B. Allen es Jenny Perotti (joven).
- Michael Douglas es Wayne S. Mead, el difunto tío de Connor.
- Breckin Meyer es Paul Mead, el hermano menor de Connor.
- Lacey Chabert es Sandra Volkom, la prometida de Paul.
- Robert Forster es el sargento Mervis Volkom, el padre de Sandra.
- Daniel Sunjata es Brad.
- Emma Stone es Allison Vandermeersh, la primera novia de Connor y el fantasma de sus novias pasadas.
- Noureen DeWulf es Melanie, la asistente de Connor y el fantasma de sus novias presentes.
- Olga Maliouk es el fantasma de las novias futuras.
- Anne Archer es Vonda Volkom, la madre de Sandra.
- Amanda Walsh es Denice.
- Camille Guaty es Donna.
- Rachel Boston es Deena.
- Christina Milian es Keelia.
- Emily Baldoni es Nadia.

## Producción
Ghosts of Girlfriends Past fue pensada originalmente para ser estrenada en 2004 y distribuida por Touchstone Pictures, con Ben Affleck como protagonista y Kevin Smith como director. Sin embargo, ambos se retiraron del proyecto y Disney canceló la película. Betty Thomas también llegó a ser considerada como directora y la compañía de Affleck, LivePlanet, iba a producir la película. El inicio de la producción estaba planeado para el otoño de 2003, pero los problemas de presupuesto y el fracaso comercial de Gigli, la anterior película de Affleck, dieron lugar a la cancelación de la película un mes antes del inicio del rodaje.
La película reúne a los actores Michael Douglas y Anne Archer, que protagonizaron juntos el thriller Atracción fatal (1987); sin embargo, aquí no comparten ninguna escena. Christa B. Allen interpreta de nuevo a la versión adolescente del personaje de Jennifer Garner, como ya hizo en 13 Going on 30 (2004).

## Banda sonora
1. «Ghosts of Girlfriends Past» - All Too Much con Matthew Sweet
2. «Hush» - Gavin Rossdale y All Too Much
3. «Got a Lot of Love for You Baby» - The Ralph Sall Experience
4. «Keep on Loving You» - REO Speedwagon
5. «You Can't Hurry Love» - The Ralph Sall Experience
6. «Ladies Night» - Kool & the Gang
7. «The Safety Dance» - Men Without Hats
8. «Yeah (Dream of Me)» - All Too Much
9. «Holding Back the Years» - Simply Red
10. «Sleep» - All Too Much
11. «Burning Love» - Elvis Presley

## Recepción

### Crítica
En el sitio web de reseñas Rotten Tomatoes, la película tiene un índice de aprobación del 28% basado en 144 comentarios, con una calificación promedio de 4.3 sobre 10. El consenso de los críticos del sitio web dice: «Una nueva versión de A Christmas Carol con Matthew McConaughey en una nueva versión de su papel de Dazed and Confused, Ghosts of Girlfriends Past carece de originalidad, humor y cualquier atisbo de encanto». Metacritic le dio una puntuación media de 34 sobre 100 basada en 29 reseñas, indicando «críticas generalmente desfavorables», Las audiencias encuestadas por CinemaScore dieron a la película una puntuación de «B» en una escala de «A+» a «F».

### Taquilla
En el fin de semana de su estreno, Ghosts of Girlfriends Past debutó en el segundo lugar, con una recaudación de 15.411.434 dólares en 3.175 salas, con 4.854 dólares de promedio), muy por detrás de los 85.085.003 dólares recaudados por X-Men Origins: Wolverine. La película recaudó 55,3 millones de dólares en Estados Unidos y Canadá, y otros 47,1 millones en el resto del mundo, haciendo una recaudación mundial total 102,4 millones de dólares.